# Nashville Noise 1998-1999
La stagione 1998-99 delle Nashville Noise fu la 1ª nella ABL per la franchigia.
Le Nashville Noise erano al quarto posto nella Eastern Conference con un record di 4-11 al momento del fallimento della lega.

## Roster
| N° | Naz.                   | Ruolo | Sportivo           | Anno | Alt. | Peso |
| -- | ---------------------- | ----- | ------------------ | ---- | ---- | ---- |
|    | Stati Uniti (bandiera) | A     | Lauretta Freeman   | 1971 | 185  | 79   |
|    | Stati Uniti (bandiera) | C     | Sheila Frost       | 1966 | 193  | 83   |
|    | Stati Uniti (bandiera) | A     | Vicki Hall         | 1969 | 185  | 82   |
|    | Stati Uniti (bandiera) | C     | Tracy Henderson    | 1974 | 191  | 91   |
|    | Stati Uniti (bandiera) | A     | Joy Holmes         | 1969 | 178  | 68   |
|    | Stati Uniti (bandiera) | C     | Venus Lacy         | 1967 | 193  | 86   |
|    | Stati Uniti (bandiera) | G     | Michelle Marciniak | 1973 | 178  | 70   |
|    | Stati Uniti (bandiera) | A     | Jacque Nero        | 1968 | 180  | 82   |
|    | Stati Uniti (bandiera) | G     | Saudia Roundtree   | 1976 | 170  | 66   |
|    | Stati Uniti (bandiera) | G     | Falisha Wright     | 1973 | 167  | 59   |

## Staff tecnico
- Allenatore: Candi Harvey